# 奥尔索·伊帕托
奥尔索·伊帕托（威尼斯语：Orso Ipato），是第三任和第一位有历史记载的威尼斯总督。在8世纪初，他被选为威尼斯人的领导人，并授予dux（领导者，将军）的称号，这后来变成了威尼斯语中的doge。 
奥尔索自己来自埃拉克莱亚。 他最终被拜占庭皇帝列奥三世承认，并授予他称号Hypatos，意为执政官。 伊帕托因此成为他后代的姓氏。
奥尔索后来被拉文纳主教派遣的杀手暗杀。他死后五年间总督空缺，军事长官代行执政官职务。随后其子特奥达托·伊帕托成为总督。